# آلبرت کارتر (بازیکن فوتبال)
آلبرت کارتر (انگلیسی: Albert Carter؛ زادهٔ ۱ ژانویهٔ ۱۸۹۸) بازیکن فوتبال اهل بریتانیا است.
از باشگاه‌هایی که در آن بازی کرده‌است می‌توان به باشگاه فوتبال گیلینگام اشاره کرد.